# Parietaria macrophylla
Parietaria macrophylla är en nässelväxtart som beskrevs av Robinson och Greenm.. Parietaria macrophylla ingår i släktet väggörter, och familjen nässelväxter. Inga underarter finns listade i Catalogue of Life.